# Scopula fuscata
Scopula fuscata är en fjärilsart som beskrevs av George Duryea Hulst 1887. Scopula fuscata ingår i släktet Scopula och familjen mätare. Inga underarter finns listade.